# Denis Suárez
Denis Suárez Fernández (Salzeda de Caselas, 6 de janeiro de 1994) é um futebolista espanhol que atua como meio-campista. Atualmente joga no Villarreal.

## Carreira

### Início
Iniciou profissionalmente no Celta de Vigo B até ser adquirido pelo Manchester City em maio de 2011.

### Barcelona B
Em agosto de 2013 passou a atuar pelo Barcelona B, firmando contrato por quatro temporadas. Foi emprestado ao Sevilla na temporada 2014–15.

### Villareal
Convencido por Marcelino García, treinador do Villareal, foi contratado pelo clube em 28 de agosto de 2015 por quatro temporadas, porém com cláusulas de opção de recompra pelo Barcelona.

### Barcelona
Foi readquirido pelo Barcelona no dia 4 de julho de 2016, assinando com o clube por quatro temporadas pelo valor de 3 milhões de euros.

### Celta de Vigo
Já no dia 30 de junho de 2019, foi anunciado como novo reforço do Celta de Vigo. O clube pagou 12,9 milhões de euros (cerca de 57 milhões de reais) e Denis Suárez assinou por quatro anos.

## Seleção Nacional
Atuou por todas as categorias de base da Espanha, tendo conquistado a Euro Sub-19 de 2012.
Estreou pela Seleção Espanhola principal no dia 25 de maio de 2016, em um amistoso contra a Bósnia e Herzegovina.

## Títulos
Sevilla
- Liga Europa da UEFA: 2014–15

Barcelona
- La Liga: 2017–18
- Supercopa da Espanha: 2016
- Copa do Rei: 2016–17 e 2017–18
- International Champions Cup: 2017
- Troféu Joan Gamper: 2017

Seleção Espanhola
- Eurocopa Sub-19: 2012